# José María Izuzquiza
José María Izuzquiza Herranz (Madrid, 22 de noviembre de 1925 – 26 de abril de 2011) fue un obispo católico peruano de origen español, obispo del Vicariato apostólico de San Francisco Javier, Perú. 

## Biografía
Nacido en Madrid, el noveno de los hijos del ingeniero León Izuzquiza y Pilar Herranz. Después de acabar sus estudios, entró como novicio en Jesuítico de Aranjuez en 1943. En 1945, estudió Humanidades Clásicas y se licenció en Filosofía. En 1951, marchó a Perú y comenzó a dar clases de Física en el Colegio de la Inmaculada de Lima. Completó sus estudios de Magisterio y Teología en España y en Gran Bretaña.
Izuzquiza Herranz fue ordenado sacerdote de la Sociedad de Jesús en 1958. A partir de aquí, estudió en Cleveland y Detroit durante cuatro años para obtener el Máster de Física. Cuando volvió a Perú, compaginó su tarea de profesor con el de Párroco de la Iglesia de Nuestra Señora de Fátima de Miraflores. Posteriormente, fue trasladado como párroco a Urcos y a San Ignacio de Jaén antes de ser nombrado por el Papa Juan Pablo II Vicariato Apostólico de San Javier.
El 30 de marzo de 1987 fue ordenado obispo del Vicariato. Durante su obispado, luchó contra el encarcelamiento de campesinos, levas de jóvenes, derechos de la mujer y la preservación de los bosques de San Javier. En el aspecto puramente episcopal, fortaleció el Movimiento de Catequistas campesinos para que todos los caseríos, incluso los más alejados, contaran con agentes pastorales. Mantuvo su puesto hasta su retiro el 21 de noviembre de 2001.